# Hermacha purcelli
Hermacha purcelli là một loài nhện trong họ Nemesiidae.
Hermacha purcelli được miêu tả năm 1903 bởi Simon.